# Pestovo
Pestovo è una città della Russia europea nordoccidentale (oblast' di Novgorod), situata nella parte settentrionale del rialto del Valdaj, sulle sponde del fiume Mologa, 314 km a est del capoluogo Velikij Novgorod; dipende amministrativamente dal distretto omonimo, del quale è capoluogo.

## Società

### Evoluzione demografica
Fonte: mojgorod.ru
- 1959: 14.200
- 1979: 15.500
- 1989: 15.900
- 2007: 15.700